# Rest
Rest, vlastním jménem Adam Chlpík (* 21. července 1986 Trenčín) je český rapper a MC, který od roku 2010 působí v labelu Ty Nikdy. 

## Biografie
Rest se kromě psaní textů v minulosti aktivně věnoval freestyle rapu. Cca od roku 2003 byl členem kapely „DIVNEJ POSTOY“ a od roku 2010 působí v českém labelu Ty Nikdy (společně s Ideou, Pauliem Garandem, MC Geyem, Boy Wonderem, DJem Fattem, Inphym, Kenny Roughem, FNTMem a Dubasem a dalšími). Mimo několika dřívějších vítězství na akcích jako Battle night, Urban Rapublic a mnoha dalších českých battlech, vyhrál v roce 2008 i prestižní Art Attack Freestyle Battle na Slovensku. V roce 2010 vydal s DJem Fattem společnou desku „Premiéra“. Ta zaznamenala obrovský úspěch a nastartovala jeho sólovou kariéru. Skončil s aktivní účastí na battlech a začal se naplno věnovat koncertování a vydávání skladeb. Mezi největší hity tohoto alba patří Balkónovka, Panáky na zem, Premiéra, Kuřivoj Vysajbong atd. V roce 2012 vyšla společná deska celého Ty Nikdy labelu s názvem „Label“. V říjnu 2013 vyšla jeho druhá deska s názvem „Střepy“ opět s DJem Fattem a po delší pauze, kdy rozdával sloky na cizí alba víc než vlastní tracky, vyšla v dubnu 2018 konečně jeho třetí deska „Restart“. Nyní už šlo o album s hudbami od více producentů, mezi kterými ale nechyběl ani DJ Fatte. Na albu se v textech silně odráží změny v životě Resta a jeho tvorba i sdělení se posouvá jinam, než na předchozích albech. V říjnu 2018 vyšla druhá společná label deska s názvem „AKTA X“. V listopadu 2022 společně s DJ Wichem vydali desku Tlak, která byla nominována na Ceny Anděl 2022, nominaci však neproměnila.  

## Diskografie

### Studiová alba
- 2010: Premiéra + (DJ Fatte)
- 2012: Label + (Ty Nikdy)
- 2013: Střepy + (DJ Fatte)
- 2018: Restart, AKTA X (album labelu Ty Nikdy)
- 2022: Tlak + (Dj Wich)
- 2024: A)TÝM + (Prago Union)

### Singly
- 2016: Čas hulit (prod. Grizzly).
- 2017: Víc klidu (Mix Idea). Předvoj nové desky vyšel 20. dubna 2017 na YouTube. Klip točil Ovar Marysko.
- 2018: Kredit (prod. DJ Wich)
- 2018: Voda (prod. Josef Baierl)
- 2019: Tobě (prod. JEHA)
- 2019: Díky (prod. JEHA)
- 2020: Fénix (prod. Grizzly)
- 2020: Mike Tyson
- 2020: Premiéra (MCs Remix)
- 2021: HROT420 (prod. Sidzey, scratch by PlayOF)
- 2022: Tlak (prod. DJ Wich). Předvoj nové desky vyšel 10. listopadu 2022 na platformě YouTube.